# نیروی دریایی شوروی
نیروی دریایی شوروی بازوی دریایی نیروهای مسلح شوروی بوده‌است. نیروی دریایی شوروی نقش کلیدی در پیمان ورشو در مقابله با پیمان ناتو بازی می‌کرد. بدین گونه که در صورت بروز یک جنگ احتمالی میان بلوک غرب و شرق از انتقال نیرو از آمریکای شمالی به اروپای غربی جلوگیری می‌نمود.
نیروی دریایی شوروی به به چهار ناوگان بزرگ تقسیم می‌شد: ناوگان شمالی، ناوگان اقیانوس آرام، ناوگان دریای سیاه و ناوگان بالتیک. همچنین پایگاه دریایی لنینگراد تحت فرماندهی جداگانه‌ای قرار داشت. ناوگان کوچک دریای خزر نیز بازوی کوچکتر نیروی دریایی شوروی در این دریا بود. پنجمین اسکادران عملیاتی کوچک در دریای مدیترانه واحدهای خود را از دریای سیاه، دریای بالتیک و ناوگان شمال دریافت می‌نمود. اسکادران اقیانوس هند نیز با ناوگان اقیانوس آرام تغذیه می‌شد. از شاخه‌های دیگر نیروی دریایی می‌توان به نیروهای هوابرد نیروی دریایی، پیاده‌نظام نیروی دریایی و توپخانهٔ ساحلی اشاره نمود.
بنابر مندرجات مجلهٔ تایم در سال ۱۹۸۰ غیراسلاوها از دستیابی به پست‌های استراتژیک در نیروهای مسلح از جمله نیروی دریایی، نیروهای موشکی استراتژیک و نیروی هوایی منع می‌شدند، زیرا حاکمیت شوروی به وفاداری اقلیت‌های قومی مشکوک بود. ولی با وجود این نام‌های بسیاری از اقلیت‌های قومی در میان آدمیرال‌های نیروی دریایی و ژنرال‌های ارتش شوروی وجود دارد که این موضوع را با شک و تردید روبه رو می‌سازد.
بخش بزرگی از نیروی دریایی شوروی پس از فروپاشی اتحاد شوروی در سال ۱۹۹۱ تبدیل به نیروی دریایی روسیه شد.

## تاریخچه
در دوران امپراتوری روسیه این کشور فاقد یک نیروی دریایی کلاسیک نیرومند مانند کشورهای دیگر اروپایی مانند بریتانیا و فرانسه بود. دو علت برای این امر وجود داشت. نخست این که روسیه با توجه به موقعیت جغرافیش دسترسی بسیار کمی به آبهای آزاد بین‌المللی داشت و در مناطقی هم که به آبهای آزاد دسترسی داشت در آن مناطق در فصل‌های سرد آب یخ می‌بست. دلیل دیگر این موضع این بود که روسیه کشور بسیار پهناوری بود و با توجه به این موضوع و قرار داشتن در میان آسیا و اروپا تجارت دریایی برای این کشور بی‌معنی بود و چنانچه می‌خواست از راه دریا به تجارت بپردازد بایست برای محافظت از محموله‌ها یک کشتی اسکورت نظامی نیز به همراه کشتی‌های تجاری بفرستد.
بنیان نیروی دریایی شوروی بر بر روی نیروی دریایی امپراتوری روسیه قرار داشت و این نیروی دریایی در انقلاب سال ۱۹۱۷، جنگ داخلی روسیه و شوروش کرونشتات تقریباً نابود شده بود. در خلال انقلاب ملوانان کشتی‌های خود را ترک کرده و از وظایفشان چشم پوشی کردند. برخی از افسران به وسیلهٔ ترور سرخ کشته شدند. برخی به ارتش سفید (ضد کمونیست) پیوستند و برخی نیز استعفا دادند. کارخانه‌های کشتی سازی تعطیل شد.
وضعیت ناوگان دریای سیاه بهتر از دریای بالتیک نبود. انقلاب بلشویکی بسیاری از افسران را قتل‌عام کرد و کشتی‌ها بی استفاده و رو به پوسیدگی گذاشتند. در پایان آوریل ۱۹۱۸ نیروهای آلمانی وارد کریمه شدند و به سوی پایگاه دریایی سواستوپول پیشروی نمودند.
کشتی‌های کارآمدتر از سواستوپول به نووروسیسک برده شدند، ولی با التیماتوم آلمانی‌ها و در پی آن به دستور ولادیمیر لنین نابود شدند. کشتی‌های باقی‌مانده در سواستوپول را آلمانی‌ها و پس از آنها در سال ۱۹۱۸ انگلیسی‌ها تصاحب نمودند. در روز اول آوریل ۱۹۱۹ هنگامی که ارتش سرخ کریمه را فتح کرد، اسکادران‌های بریتانیا مجبور به عقب‌نشینی شد، ولی پیش از عقب‌نشینی آنها همهٔ ناوهای باقی‌مانده و سیزده زیردریایی جدید را از میان بردند. هنگامی که ارتش سفید کریمه را در سال ۱۹۱۹ فتح کرد چند واحد از کشتی‌ها و زیردریایی‌ها را نجات داده و سر و سامان داد.

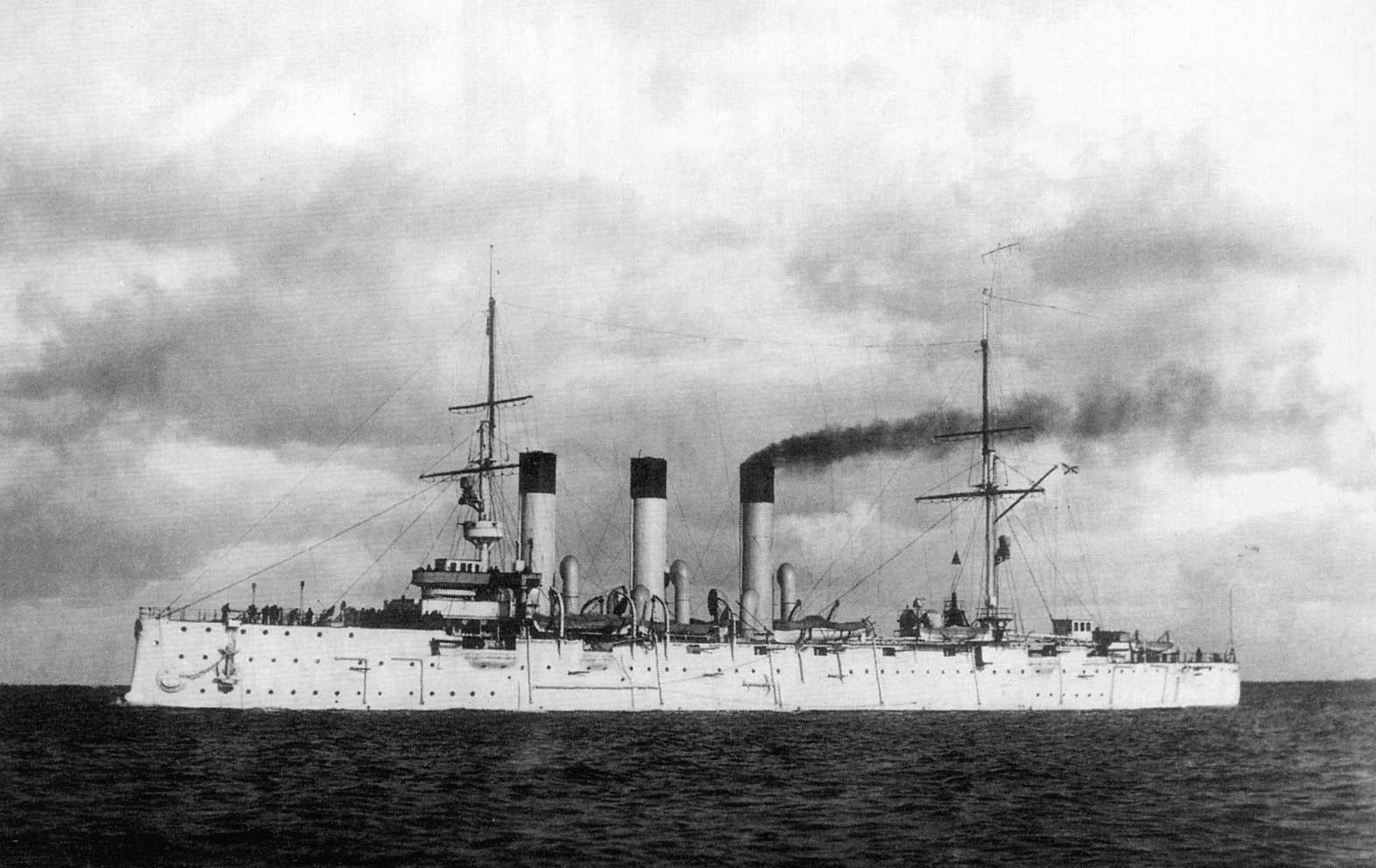
ارورا نخستین کشتی شوروی که در سال ۱۹۱۷ علیه امپراتوری روسیه شورید.

نخستین کشتی نیروی دریایی انقلاب کشتی شوروش زدهٔ ارورا بود که پرسنل آن به بلشویک‌ها ملحق شده بودند. پیش از انقلاب در سال ۱۹۰۵ نیز یک شورش بلشویکی بر روی رزمناو پوتمکین به وقوع پیوسته بود. ملوانان ناوگان بالتیک در طول انقلاب اکتبر از نیرویهای بلشویک پشتیبانی می‌کردند. برخی از کشتی‌های امپراتوری روسیه با نام‌های دیگری پس از انقلاب اکتبر به خدمت ادامه دادند.
بخش بزرگی از ناوگان قدیمی را دولت شوروی به عنوان اوراقی به آلمان فروخت. در دریای بالتیک فقط سه نبردناو، دو رزم ناو، ده ناوشکن و چند زیردریایی باقی‌مانده بود که هیچ گونه رسیدگی به آنها نمی‌شد. با وجود این وضعیت ناوگان بالتیک یک واحد تشکیلات نظامی قابل توجه باقی‌ماند و ناوگان دریای سیاه نیز پتانسیل گسترش و نوسازی را داشت. به غیر از این دو ناوگان چیزی حدود سی ناوگان کوچک جنگی نیز وجود داشت.
در خلال دههٔ ۱۹۳۰ همگام با صنعتی شدن اتحاد شوروی برنامه‌ریزی‌هایی برای گسترش نیروی دریایی شوروی و تبدیل آن به یکی از نیرومندترین نیروی دریایی جهان انجام شد. با مصوبهٔ شورای کار و دفاع در سال ۱۹۲۶، برنامه‌های کشتی سازی شامل برنامه‌هایی برای ساخت دوازده زیردریایی می‌شد که شش فروند نخست با عنوان ردهٔ دکابریست شناخته شد. در تاریخ چهارم نوامبر ۱۹۲۶ دفتر فنی شمارهٔ چهار (نام پیشین آن دپارتمان زیردریایی بود و هنوز سری محسوب می‌شد) با رهبری بوریس میخائیلویچ مالینین ساخت زیردریایی در کشتی سازی بالتیک را آغاز کرد. در سال‌های بعد ۱۳۳ زیردریایی با مدیریت مالینین ساخته شد. گسترش‌های بعدی نیروی دریایی شوروی شامل افزوده شدن ناوگان اقیانوس آرام در سال ۱۹۳۲ و ناوگان شمال در سال ۱۹۳۳ بود.
نیروی دریایی شوروی در جنگ زمستانی ۱۹۴۰–۱۹۳۹ در دریای بالتیک چندان فعال نبود و عمدتاً به درگیری رزم ناوها و نبردناوهای شوروی با توپخانه‌های فنلاندی محدود می‌شد.

## جنگ جهانی دوم
پرسنل نیروی دریایی شوروی نقش مهمی در نبرد زمینی ادسا، سواستوپول، استالینگراد، نووروسیسک، تواپسه و لنینگراد داشتند.

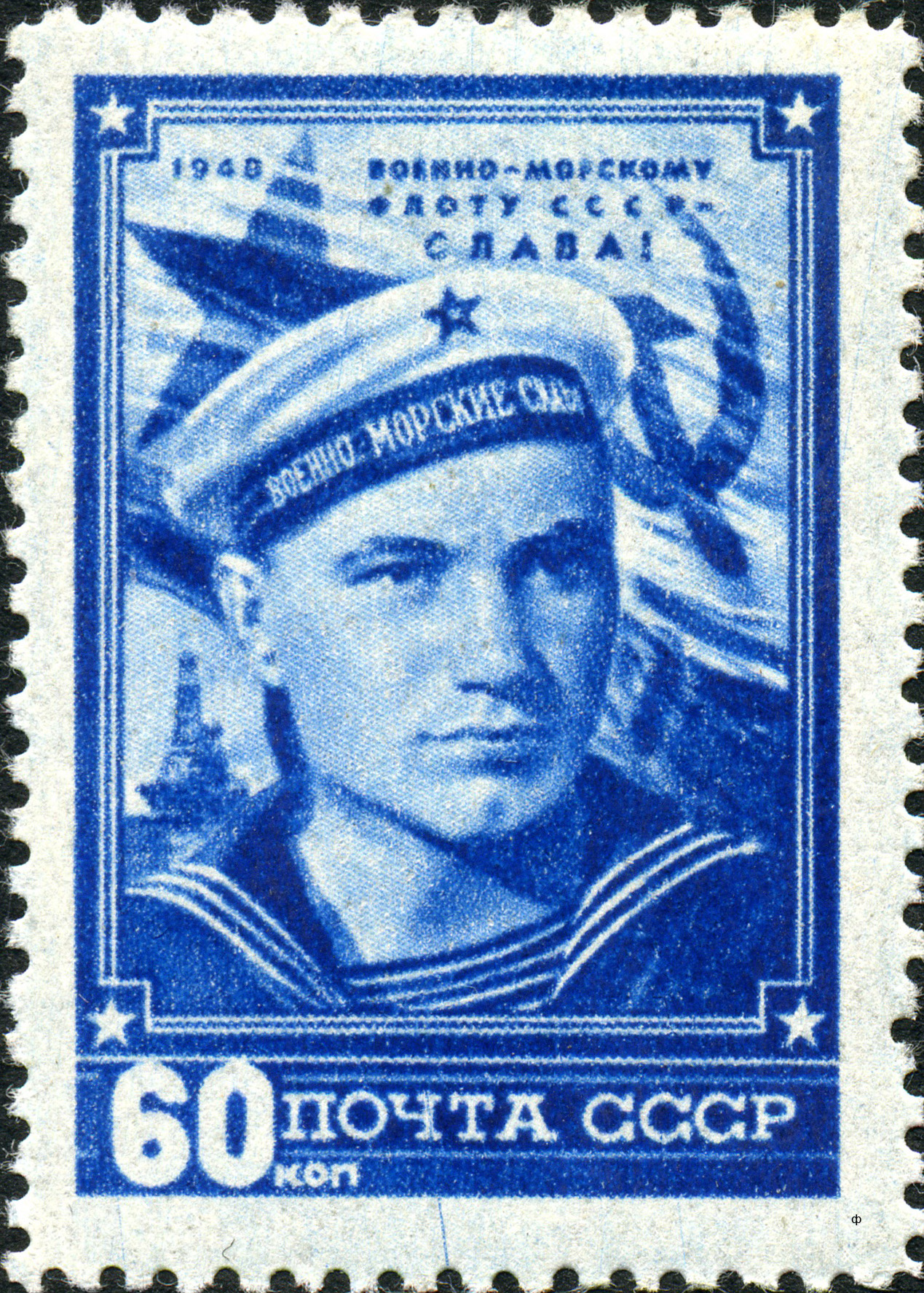
تمبر منتشر شده در سال ۱۹۴۸ با عنوان نیروی دریایی اتحاد جماهیر شوروی سوسیالیستی.

ناوگان نیروی دریایی شوروی در سال ۱۹۱۴ شامل تجهیزات زیر بود:
- ۳ نبردناو قدیمی
- ۷ رزم ناو (شامل چهار رزم ناو سنگین کلاس کیروف)
- ۵۹ ناوشکن (شامل چهل و شش ناوشکن مدرن نوع وی و نوع یو. وی)
- ۲۱۸ زیر دریایی
- ۲۶۹ کشتی اژدرافکن
- ۲۲ کشتی گشتی
- ۸۸ کشتی مین جمع کن
- ۷۷ کشتی ضد زیردریایی
- تعدادی کشتی کوچک

بعداً ۲۱۹ فروند کشتی دیگر از جمله سه نبردناو، ۲ رزم ناو سنگین و ۷ رزم ناو سبک و ۴۵ ناوشکن و ۹۱ زیردریایی افزوده شد.

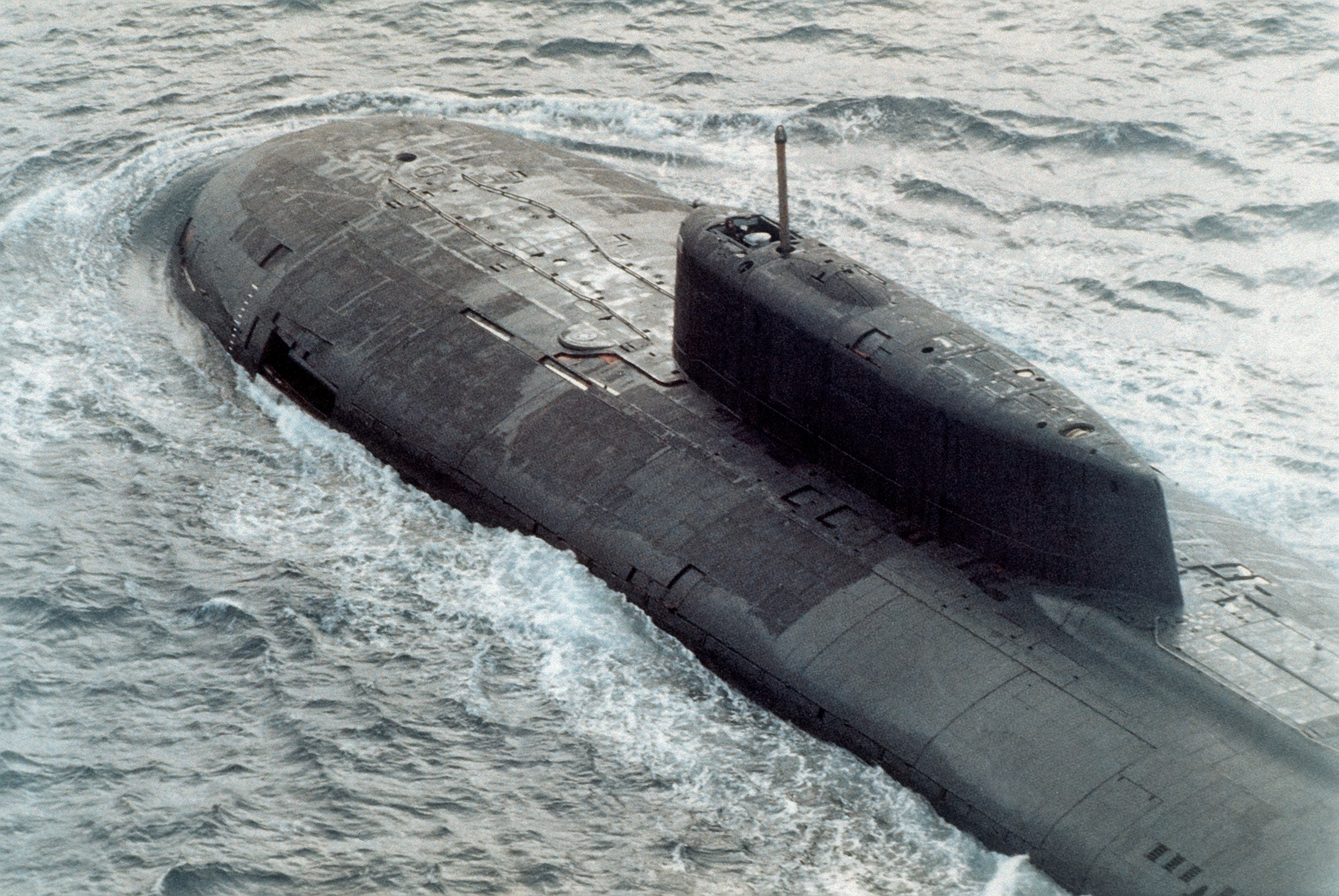
زیردریایی شوروی کلاس اسکار

در خلال جنگ بسیاری از کشتی‌ها در سواحل لنینگراد و میکولائیف از میان رفتند (بیشتر به وسیلهُ هواپیما و مین)، ولی نیروی دریایی شوروی چند فروند ناوشکن رومانیایی را به غنیمت گرفته و چند فروند کشتی کوچک از ایالات متحده و کشتی جنگی اچ.ام. اس را از بریتانیا اجاره نمود. کشتی جنگی اچ.ام. اس به آرخانگلسک تغییر نام داده شد.

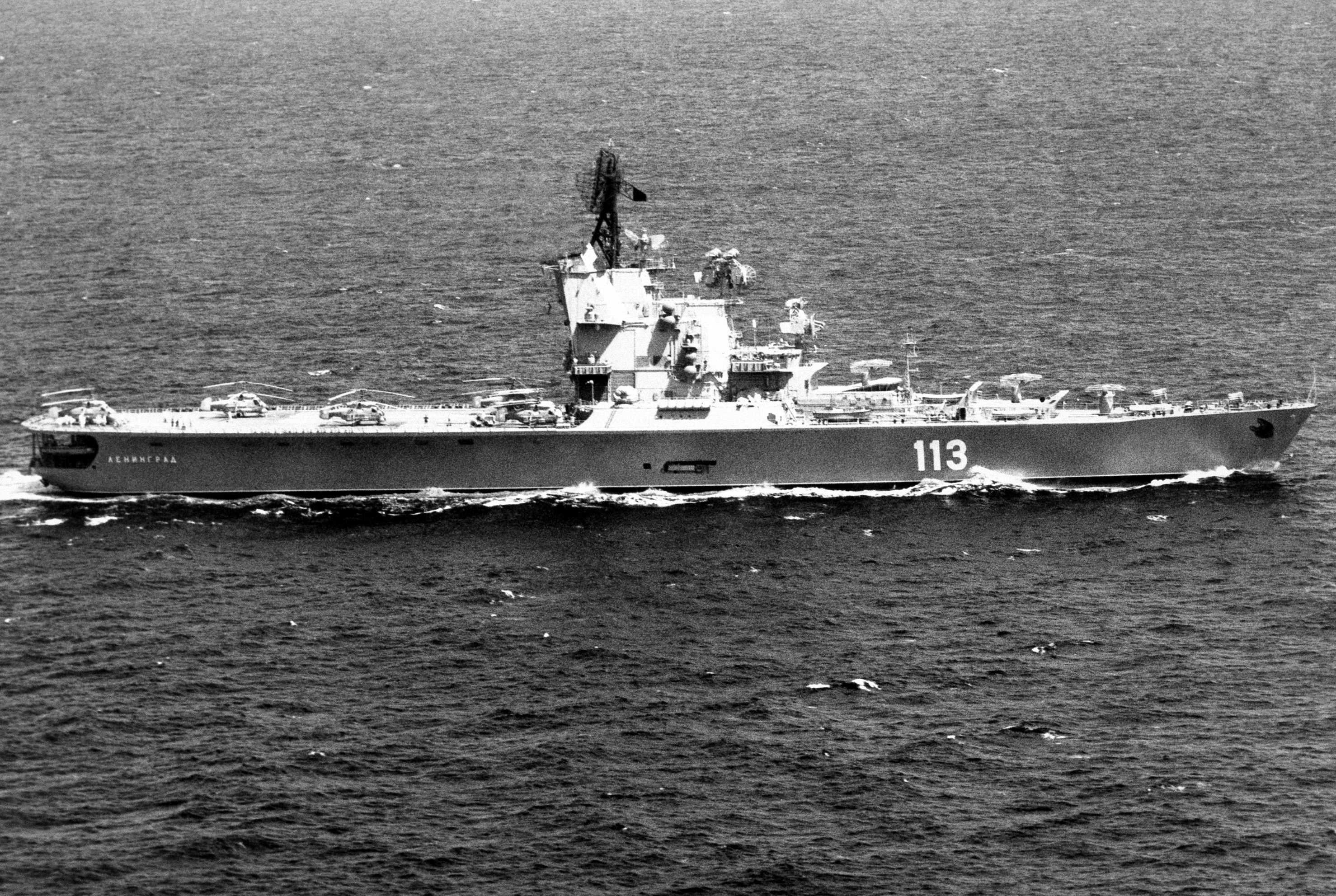
ناو هلیکوپتربر شوروی، سال ۱۹۸۵

نیروی دریایی شوروی در جنگ با آلمان و ژاپن بین ماه ژوئن سال ۱۹۴۱ تا ماه مه سال ۱۹۴۵، متحمل ۱۵۴٬۷۷۰ تن تلفات غیرقابل بازگشت شد که شامل ۴۷٬۷۰۰ کشته و مقادیر زیادی مفقود بود.

## جنگ سرد
پس از جنگ جهانی دوم اتحاد شوروی به این نتیجه رسید که باید در هر شرایطی بتواند با نیروی نظامی غرب رقابت کند. از این رو در زمینهٔ نیروی دریایی اقدام به ساخت زیردریایی طبق طرح‌های زیردریایی‌های آلمان در زمان جنگ جهانی دوم نمود و تعداد بسیاری از این زیردریایی‌ها را در چند سال پس از جنگ به آب انداخت. سپس با ترکیبی از پژوهش‌های بومی و تکنولوژیی که از راه جاسوسی در آلمان نازی و کشورهای غربی به دست آورده بود آرام آرام در طراحی زیردریایی پیشرفت کرد، گرچه تا یکی دو دهه از کشورهای عضو ناتو در این زمینه عقب‌تر بود.
شوروی‌ها به سرعت ناوگان سطح دریایی خود را مجهز به انواع موشک‌ها نمودند. قرار دادن موشک‌های بزرگ بر روی کشتی‌های کوچک ولی سریع یکی از ویژگی‌های طراحی شوروی بود که در غرب چنین طراحیی از نظر تاکتیکی قابل قبول نبود. نیروی دریایی شوروی همچنین چندین رزم ناو بسیار بزرگ برای پرتاب موشک‌های هدایت شونده ساخت. تا دهه ۱۹۷۰ تکنولوژی زیردریایی‌های شوروی از بعضی جهات پیشرفته تر از زیردریایی‌های غربی بود و چندین نوع آن برتر از رقبای آمریکایی در نظر گرفته می‌شد.

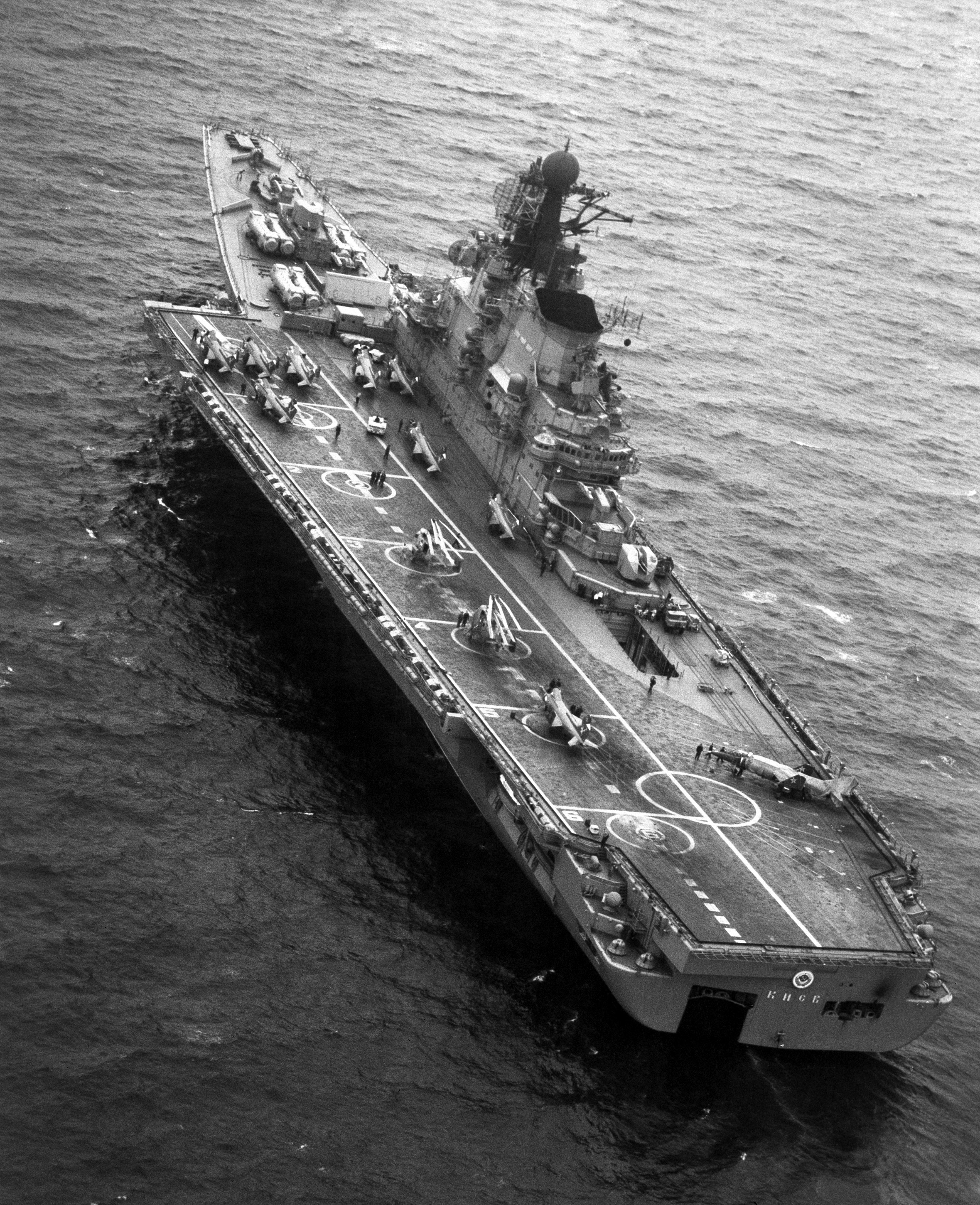
ناو هواپیمابر کیف، سال ۱۹۸۵

### ناوهای هواپیمابر و هلیکوپتربر

اکرانوپلان کلاس لون مجهز به شش موشک‌انداز از موفقترین اکرانوپلان‌های نیروی دریایی شوروی بود.

گرچه فرماندهٔ نیروی دریایی اتحاد شوروی در زمان جنگ آدمیرال کوزنتسوف کوشید تا اتحاد شوروی را دارای ناوهای هواپیمابر ساز، ولی ایدئولوژی حزب کمونیست ناوهای هواپیمابر را ابزاری برای تهاجم امپریالیستی سرمایه‌داری می‌دانست و آنان را برای اتحاد جماهیر شوروی سوسیالیستی نامناسب می‌دید. علاوه بر این نیروی دریایی نسبت به نیروهای مسلح دیگر در میان مدیران حزب کمونیست از درجهٔ اهمیت پایین‌تری برخوردار بود. نیکیتا خروشچف و لئونید برژنف ساخت ناوهای هواپیمابر را بیش از اندازه هزینه بر و زمان بر و این نوع ناوها را آسیب‌پذیر می‌دانستند.
نیروی دریایی شوروی هنوز مأموریت رویارویی با زیردریایی‌های غربی را داشت و برای همین می‌بایست کشتی‌های بزرگی برای حمل هلیکوپترهای ضد زیردریایی بسازد. در خلال سال ۱۹۶۹–۱۹۶۸ ناو هلیکوپتربر کلاس مسکو به بهره‌برداری رسید که بعداً چهار فروند رزمناو هواپیمابر کلاس کیف در سال ۱۹۷۳ جایگزین آن گردید. هر دو نوع این ناوها توانایی حمل هلیکوپترهای ضد زیردریایی را داشتند. ناو هواپیمابر کلاس کیف فقط توانایی حمل هواپیمای عمودپرواز یاک-۳۸ فورجر و هلیکوپترهای ضد زیردریایی را داشت.
در خلال دههٔ ۱۹۷۰ شوروی‌ها پروژهُ ارل را کلید زدند که هدف آن ساخت ناوهواپیمابر برای دفاع از ناوگان دیگر بود. این پروژه در خلال برنامه‌ریزی به خاطر ارجحیت استراتژیک کنسل شد. در دهه ۱۹۸۰ نیروی دریایی شوروی نخستین ناوهواپیمابر واقعی خود را به نام تفلیس ساخت که بعداً نام آن به آدمیرال کوزنتسوف تغییر پیدا کرد. این ناو هواپیما بر توانایی حمل سوخو-۳۳ فلانکر و میگ-۲۹ و هلیکوپترهای کا-۲۷ را داشت. وجه ممیزهٔ ناوهای هواپیمابر شوروی تسلیحات موشکی آنها بود که شامل موشک‌های ضدهواپیما با برد بلند می‌شد. ناوهای هواپیمابر غربی برعکس بر فاصلهٔ زیاد ناو از هدف و حمله از فاصلهٔ کم (با هواپیما) تأکید داشت.

## تجهیزات

### فهرست
- زیردریایی موشک بالستیک

۶ زیردریایی کلاس تایفون
۴۰ زیردریایی کلاس دلتا
۱۲ زیردریایی کلاس یانکی
۵ زیردریایی کلاس هتل
- زیردریایی موشک کروز

۶ زیردریایی کلاس اسکار
۶ زیردریایی یانکی ناچ
۱۴ زیردریایی کلاس چارلی
۳۰ زیردریایی کلاس اکو
۱۶ زیردریایی کلاس جولیت
- ۶۸ زیردریایی اتمی:

۵ زیردریایی کلاس آکولا
۲ زیردریایی کلاس سیرا
۶ زیردریایی کلاس آلفا
۴۶ زیردریایی کلاس ویکتور
۶ زیردریایی کلاس نوامبر
۳ زیردریایی کلاس یانکی
- ۶۳ زیردریایی تهاجمی دیزلی:

۱۸ زیردریایی کلاس کیلو
۲۰ زیردریایی کلاس تانگو
۲۵ زیردریایی کلاس فاکستروت
- ۹ زیردریایی کمکی

۱ زیردریایی کلاس بلوگا
۱ زیردریایی کلاس لیما
۲ زیردریایی کلاس هند
۴ زیردریایی کلاس براوو
۱ زیردریایی کلاس Losos
- ۷ ناو هواپیمابر / بالگردبر:

۱ ناو هواپیمابر کلاس کوزنتسوف
۴ ناو بالگرد/هواپیمابر کلاس کیف
۲ فروند ناو بالگردبر کلاس موسکو
- ۳ نبردناو جنگی:

۳ نبردناو کلاس کیروف
۳۰ رزمناو:
۳ رزمناو کلاس اسلاوا
۷ رزمناو کلاس کارا
۴ رزمناو کلاس I Kresta
۱۰ رزمناو کلاس II Kresta
۴ رزمناو کلاس Kynda
۲ رزمناو کلاس Sverdlov
۴۵ ناوشکن:
۱۱ ناوشکن کلاس سوورمنی
۱۱ ناوشکن کلاس آدلیو
۱۸ ناوشکن کلاس کاشین
۳ ناوشکن کلاس کانین
۲ ناوشکن کلاس کیلدین
- ۱۱۳ ناوچه:

۳۲ ناوچه کلاس Krivak
۱ ناوچه کلاس کنی
۱۸ ناوچه کلاس میرکا
۳۱ ناوچه کلاس پتیا
۳۱ ناوچه کلاس ریگا
- ۱۲۴ ناوچه سبک:

۱۰ عدد کروت کلاس پارچیم
۳۶ ناوچه کلاس Nanuchka
۷۸ کروت کلاس گریشا
۴۲ کشتی جنگی آبی-خاکی:
۳ کشتی فرود کلاس ایوان روگوف
۱۹ فروند کشتی از کلاس روپوچا
۱۴ فروند کشتی از کلاس تمساح
۶ فروند کشتی از کلاس Polnocny
≈۴۲۵ قایق گشتی
- هوانوردی نیروی دریایی شوروی

### جنگنده ضربتی
۷۹ فروند یاکوولف یاک-۳۸
- هلیکوپتر

۱۳۳ فروند کاموف کا-۲۵
۱۰۶ فروند کاموف کا-۲۷

### هواپیماهای مستقر بر روی زمین
- ۲۶۹ فروند بمب افکن

۱۲۲ فروند توپولف تو-۲۲ ام
۱۲۵ فروند توپولف تو-۱۶
۱۵ فروند توپولف تو-۲۲
- ۱۹۸ فروند هواگرد تهاجمی

۹۷ فروند سوخو-۱۷
۱۰۱ فروند سوخو-۲۴
- ۱۸۰ فروند هواگرد ضد زیردریایی

۵۰ فروند توپولف تو-۱۴۲
۴۰ فروند ایلیوشین ایل-۳۸
- ۶۵ فروند هواگرد شناسایی

۵۰ فروند توپولف تو-۱۶
۱۵ فروند آنتونوف ای ان-۱۲
- ۴۵ فروند هواگرد جنگ الکترونیک

۱۰ فروند توپولف تو-۲۲
۲۰ فروند توپولف تو-۹۵
۱۵ فروند سوخو-۲۴
- ۹۰ فروندهواگرد آب‌نشین

۹۰ فروند برییف بی‌ئی-۱۲
- ۱۱۸ فروند بالگرد ضد زیردریایی

۱۱۸ فروند میل می-۱۴
- ۴۰ فروند هواگرد سوخت رسان

توپولف تو-۱۶

### دیگر هواگردها
میل می-۸
ایلیوشین ایل-۱۸